# Hazel (Vorname)
Hazel ist ein weiblicher Vorname. Er leitet sich vom englischen Wort hazel für die Haselnuss ab und hat sich vor allem im 19. Jahrhundert im englischen Sprachraum, gemeinsam mit anderen Pflanzenbezeichnungen, als Vorname verbreitet.

## Varianten
- Hasel
- Hazell
- Hazelle

## Namensträger
- Hazel Barton (* 1972), britische Mikrobiologin
- Hazel Blears (* 1956), britische Politikerin
- Hazel Brannon Smith (1914–1994), US-amerikanische Journalistin und Verlegerin
- Hazel Brooks (1924–2002), US-amerikanische Schauspielerin
- Hazel Brugger (* 1993), schweizerisch-deutsche Comedian
- Hazel Byford, Baroness Byford (* 1941), britische Politikerin
- Hazel Chu (* 1980), irische Politikerin der Green Party
- Hazel Clark (* 1977), US-amerikanische Leichtathletin
- Hazel Court (1926–2008), britische Filmschauspielerin
- Hazell Dean (* 1952), britische Popsängerin
- Hazel Dickens (1925–2011),  US-amerikanische Sängerin
- Hazel Doupe (* 2002), irische Schauspielerin
- Hazel Findlay (* 1989), britische Sportkletterin
- Hazel Franke (* 1991), deutsche Schauspielerin
- Hazel Gaudet-Erskine (1908–1975), US-amerikanische Sozial- und Kommunikationswissenschaftlerin
- Hazel Hempel Abel (1888–1966),  US-amerikanische Politikerin
- Hazel Henderson (1933–2022), US-amerikanische Zukunftsforscherin
- Hazel Hotchkiss Wightman (1886–1974), US-amerikanische Tennisspielerin
- Hazel Jenkins (* 1960), südafrikanische Politikerin
- Hazel Keener (1904–1979), US-amerikanische Schauspielerin
- Hazel Lavery (1880–1935),  irisch-amerikanische High Society Lady
- Hazel Leach (* 1956), britische Jazzmusikerin und Komponistin
- Hazel McCallion (1921–2023), kanadische Politikerin
- Hazel Medina (1937–2012), US-amerikanische Schauspielerin
- Hazel O’Connor (* 1955), englische Singer-Songwriterin
- Hazel R. O’Leary (* 1937),  US-amerikanische Politikerin
- Hazel Redick-Smith (1926–1996), südafrikanische Tennisspielerin
- Hazel Rosenstrauch (* 1945), englisch-österreichische Kulturwissenschaftlerin
- Hazel Schmoll (1890–1990), US-amerikanische Botanikerin
- Hazel Scott (1920–1981), US-amerikanische Jazzmusikerin